# Conteville-lès-Boulogne
Pour les articles homonymes, voir Conteville et Boulogne.
Conteville-lès-Boulogne est une commune française située dans le département du Pas-de-Calais en région Hauts-de-France. Ses habitants sont appelés les Contevillois.
Le territoire de la commune est situé dans le parc naturel régional des Caps et Marais d'Opale.

## Géographie

### Localisation
Localisée dans l'ouest du département du Pas-de-Calais, Conteville-lès-Boulogne est une commune de la vallée du Wimereux située, à vol d'oiseau, à 8 km à l'est de la commune de Boulogne-sur-Mer (chef-lieu d'arrondissement).
Le territoire de la commune est limitrophe de ceux de quatre communes.
Les communes limitrophes sont  Belle-et-Houllefort, La Capelle-lès-Boulogne, Pernes-lès-Boulogne et Wierre-Effroy.

### Géologie et relief
La superficie de la commune est de 2,1 km2 ; son altitude varie de 25  à   106 m.

### Hydrographie
Le territoire de la commune est situé dans le bassin Artois-Picardie.
La commune est traversée par le Wimereux, cours d'eau naturel non navigable de 22,1 km, qui prend sa source dans la commune de Colembert et se jette dans la Manche à Wimereux.

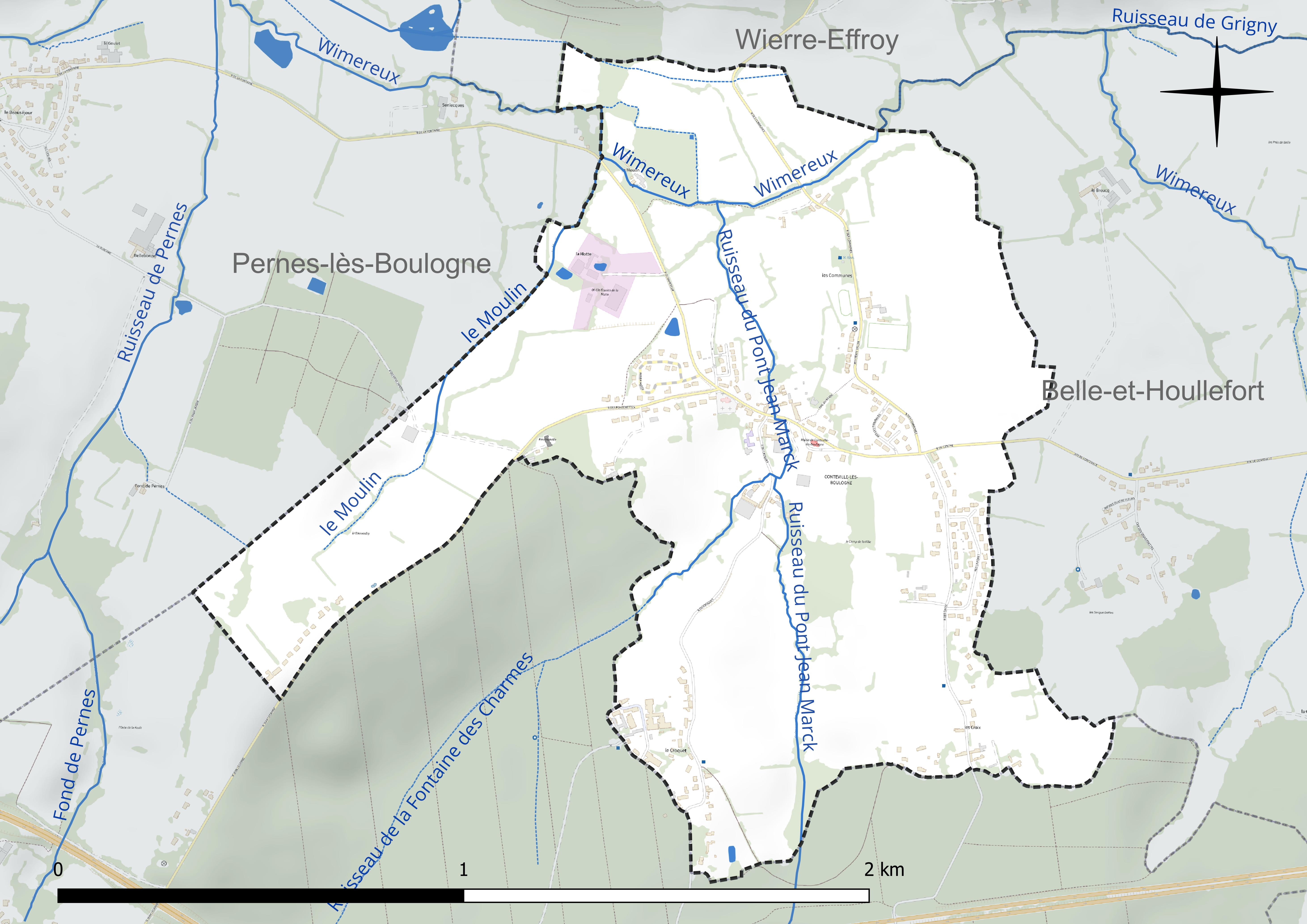
Réseau hydrographique de Conteville-lès-Boulogne.

Deux petits ruisseaux courent dans la commune :
- le ruisseau du Pont Jean Marck, cours d'eau naturel de 3,07 km, qui prend sa source dans la commune de Baincthun et se jette dans le Wimereux au niveau de la commune[5] ;
- le ruisseau de la Fontaine des Charmes, cours d'eau naturel de 1,71 km, qui prend sa source dans la commune de La Capelle-lès-Boulogne et se jette dans le ruisseau du Pont Jean Marck au niveau de la commune[6].

### Climat
Pour des articles plus généraux, voir Climat des Hauts-de-France et Climat du Pas-de-Calais.
En 2010, le climat de la commune est de type climat océanique franc, selon une étude du CNRS s'appuyant sur une série de données couvrant la période 1971-2000. En 2020, Météo-France publie une typologie des climats de la France métropolitaine dans laquelle la commune est exposée à un climat océanique et est dans la région climatique Côtes de la Manche orientale, caractérisée par un faible ensoleillement (1 550 h/an) ; forte humidité de l’air (plus de 20 h/jour avec humidité relative > 80 % en hiver), vents forts fréquents.
Pour la période 1971-2000, la température annuelle moyenne est de 10,4 °C, avec une amplitude thermique annuelle de 13,1 °C. Le cumul annuel moyen de précipitations est de 878 mm, avec 12,9 jours de précipitations en janvier et 8 jours en juillet. Pour la période 1991-2020, la température moyenne annuelle observée sur la station météorologique la plus proche, située sur la commune de Boulogne-sur-Mer à 8 km à vol d'oiseau, est de 11,2 °C et le cumul annuel moyen de précipitations est de 824,5 mm,. Pour l'avenir, les paramètres climatiques de la commune estimés pour 2050 selon différents scénarios d'émission de gaz à effet de serre sont consultables sur un site dédié publié par Météo-France en novembre 2022.

### Paysages
Pour un article plus général, voir Paysage en France.
La commune s'inscrit dans le « paysage boulonnais » tel que défini dans l’atlas des paysages de la région Nord-Pas-de-Calais, conçu par la direction régionale de l'Environnement, de l'Aménagement et du Logement (DREAL),.
Ce paysage qui concerne 66 communes, se délimite : au Nord, par les paysages des coteaux calaisiens et du Pays de Licques, à l’Est, par le paysage du Haut pays d’Artois, et au Sud, par les paysages Montreuillois.
Le « paysage boulonnais », constitué d'une boutonnière bordée d’une cuesta définissant un pays d’enclosure, est essentiellement un paysage bocager composé de 47 % de son sol en herbe ou en forêt et de 31 % en herbage, avec, dans le sud et l’est, trois grandes forêts, celle de Boulogne, d’Hardelot et de Desvres et, au nord, le bassin de carrière avec l'extraction de la pierre de Marquise depuis le Moyen Âge et de la pierre marbrière dont l'extraction s'est développée au XIXe siècle.
La boutonnière est formée de trois ensembles écopaysagers : le plateau calcaire d’Artois qui forme le haut Boulonnais, la boutonnière qui forme la cuvette du bas Boulonnais et la cuesta formée d’escarpements calcaires.
Dans ce paysage, on distingue trois entités : 
- les vastes champs ouverts du Haut Boulonnais ;
- le bocage humide dans le Bas Boulonnais ;
- la couronne de la cuesta avec son dénivelé important et son caractère boisé[14].

### Milieux naturels et biodiversité

#### Espace protégé et géré
La protection réglementaire est le mode d’intervention le plus fort pour préserver des espaces naturels remarquables et leur biodiversité associée.
Dans ce cadre, la commune fait partie d'un espace protégé : le parc naturel régional des Caps et Marais d'Opale, d’une superficie de 132 499 ha réparties sur 154 communes, géré par le syndicat mixte d'aménagement et de gestion du parc naturel régional des Caps et Marais d'Opale.

#### Zones naturelles d'intérêt écologique, faunistique et floristique
L’inventaire des zones naturelles d'intérêt écologique, faunistique et floristique (ZNIEFF) a pour objectif de réaliser une couverture des zones les plus intéressantes sur le plan écologique, essentiellement dans la perspective d’améliorer la connaissance du patrimoine naturel national et de fournir aux différents décideurs un outil d’aide à la prise en compte de l’environnement dans l’aménagement du territoire.
Le territoire communal comprend deux ZNIEFF de type 1 : 
- la forêt domaniale de Boulogne-sur-Mer et ses lisières. La forêt domaniale de Boulogne-sur-Mer s’étend entre la RN 42 et la RN 1, en arrière de l’agglomération de Boulogne-sur-Mer. Elle appartient au vaste complexe bocager et forestier de la Liane et du bas-Boulonnais[17] ;
- la vallée du Wimereux entre Wimille et Belle-et-Houllefort. Cette partie de la vallée du Wimereux, située au nord de la RN 42, en marge de la cuvette du bas Boulonnais, marque les limites entre les terrains jurassiques et le bassin calcaire de Marquise-Rinxent[18].

et une ZNIEFF de type 2 :
le complexe bocager du Bas-Boulonnais et de la Liane. Le complexe bocager du bas-Boulonnais et de la Liane s’étend entre Saint-Martin-Boulogne et Saint-Léonard à l’ouest et Quesques et Lottinghen à l’est. Il correspond à la cuvette herbagère du bas-Boulonnais.

Carte des ZNIEFF de type 1 et 2 sur la commune
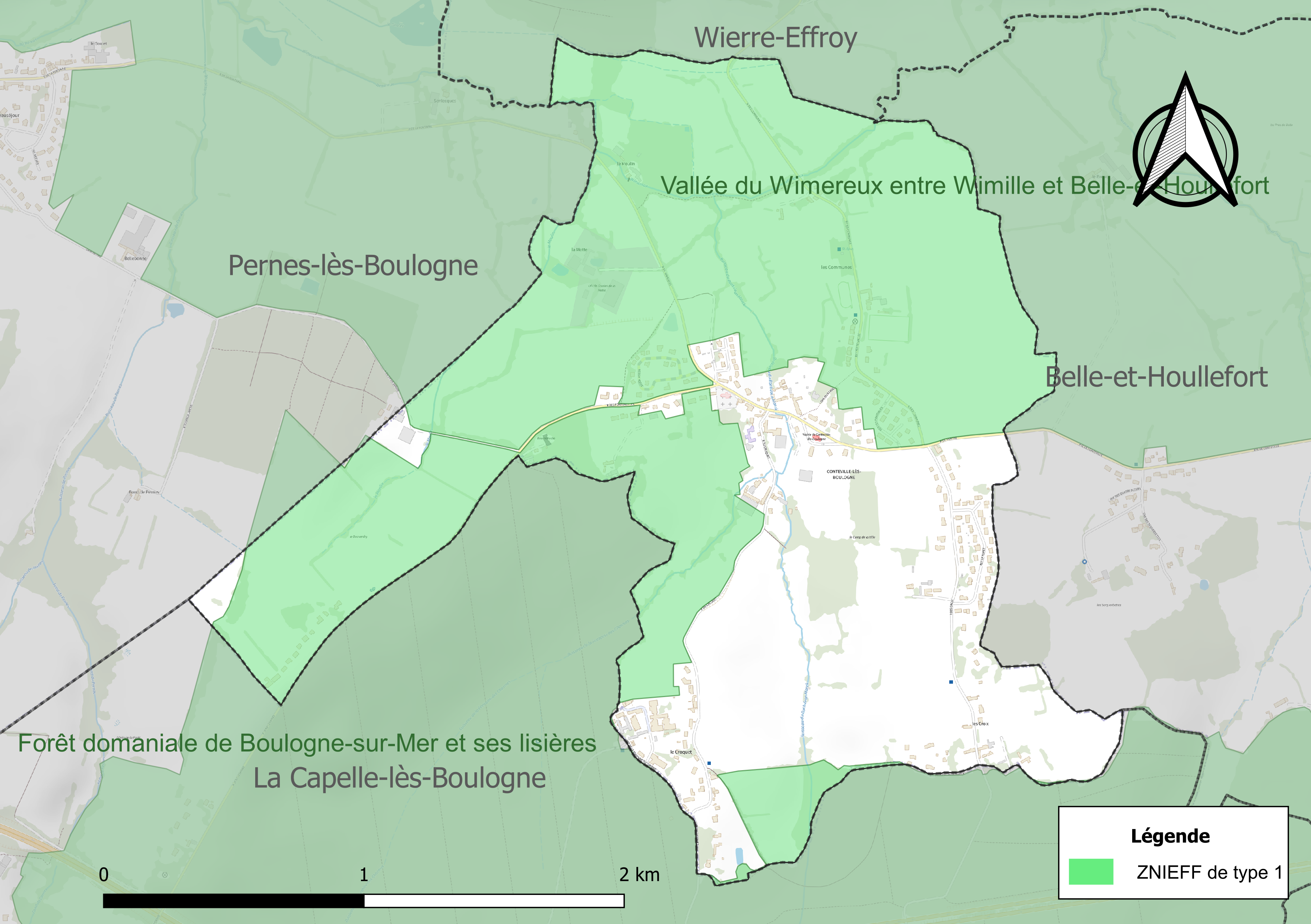
Carte des ZNIEFF de type 1 sur la commune.
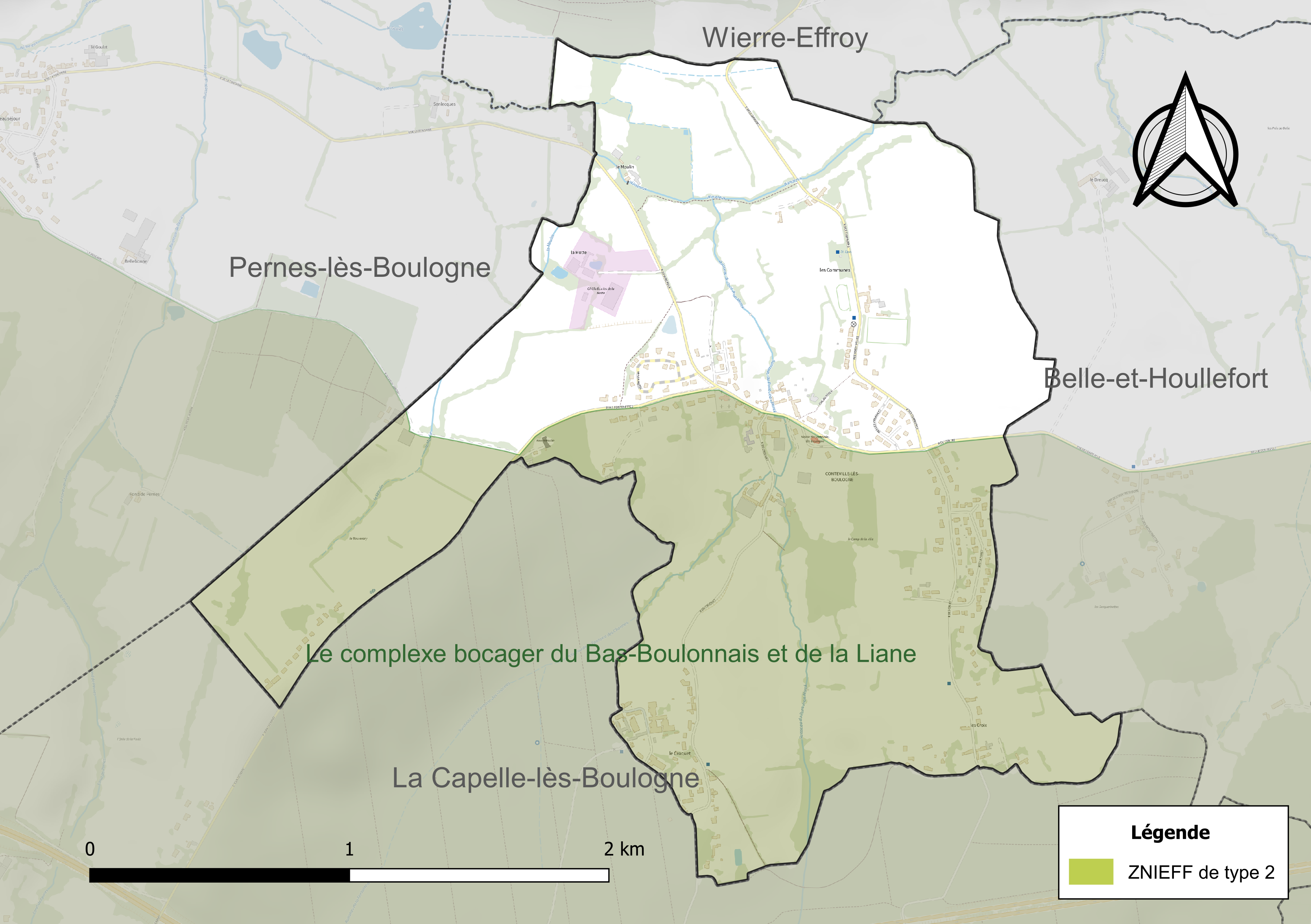
Carte de la ZNIEFF de type 2 sur la commune.

## Urbanisme

### Typologie
Au 1er janvier 2024, Conteville-lès-Boulogne est catégorisée commune rurale à habitat dispersé, selon la nouvelle grille communale de densité à sept niveaux définie par l'Insee en 2022.
Elle est située hors unité urbaine. Par ailleurs la commune fait partie de l'aire d'attraction de Boulogne-sur-Mer, dont elle est une commune de la couronne,. Cette aire, qui regroupe 80 communes, est catégorisée dans les aires de 50 000 à moins de 200 000 habitants,.

### Occupation des sols
L'occupation des sols de la commune, telle qu'elle ressort de la base de données européenne d’occupation biophysique des sols Corine Land Cover (CLC), est marquée par l'importance des territoires agricoles (86,9 % en 2018), en diminution par rapport à 1990 (99,1 %). La répartition détaillée en 2018 est la suivante : 
prairies (42,4 %), zones agricoles hétérogènes (32,8 %), zones urbanisées (12,1 %), terres arables (11,8 %), forêts (0,9 %). L'évolution de l’occupation des sols de la commune et de ses infrastructures peut être observée sur les différentes représentations cartographiques du territoire : la carte de Cassini (XVIIIe siècle), la carte d'état-major (1820-1866) et les cartes ou photos aériennes de l'IGN pour la période actuelle (1950 à aujourd'hui).

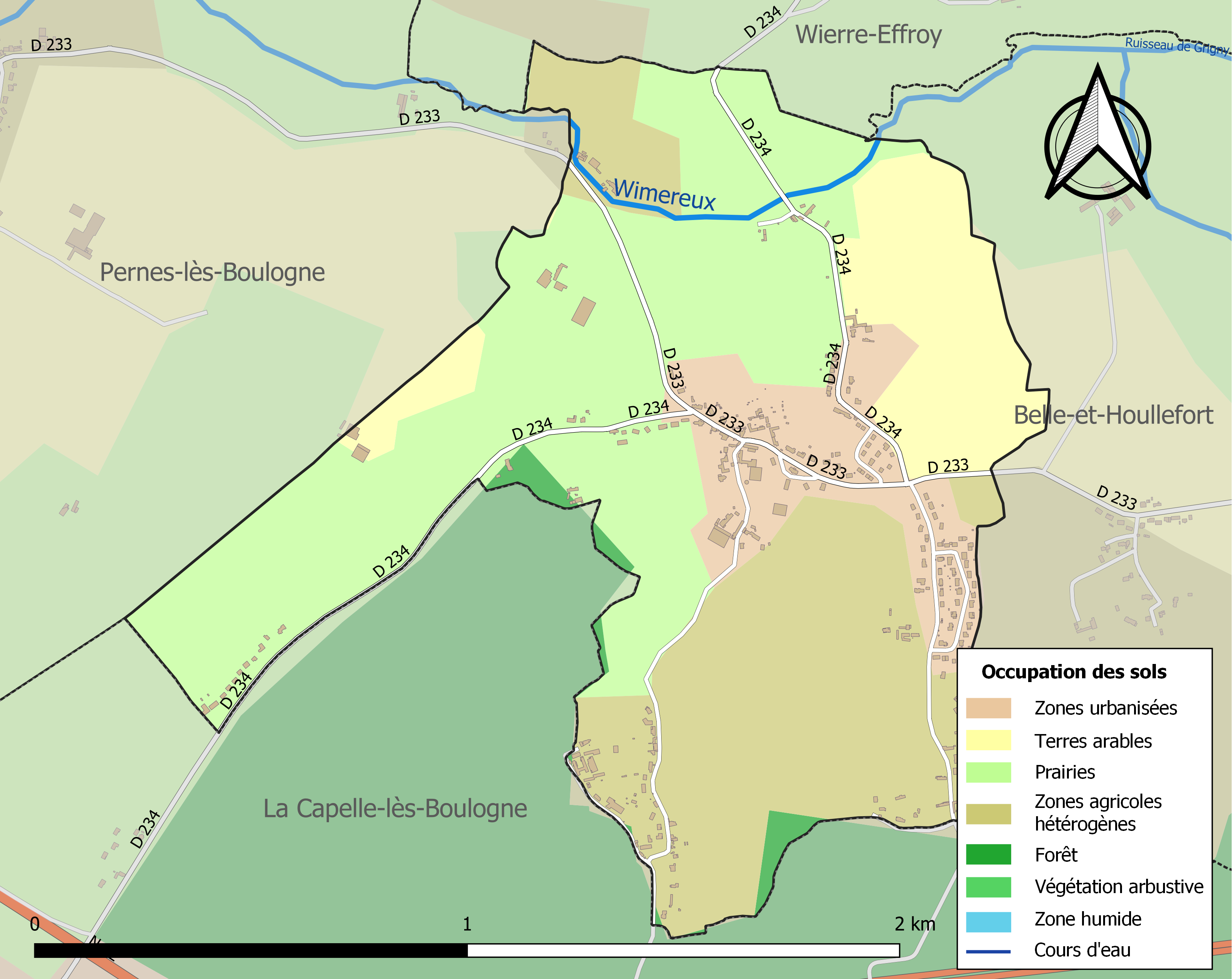
Carte des infrastructures et de l'occupation des sols de la commune en 2018 (CLC).

### Voies de communication et transports

#### Voies de communication

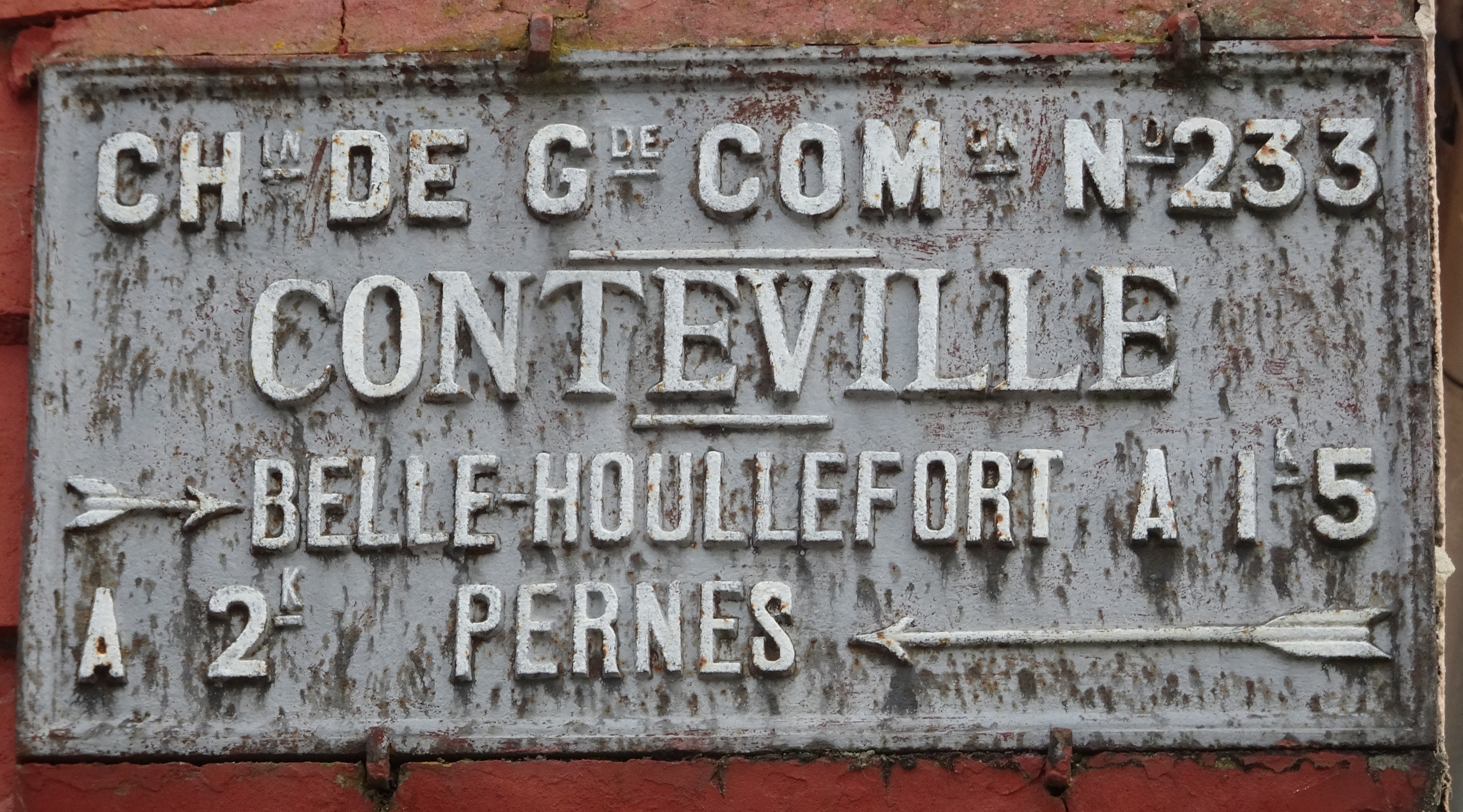
Une plaque de cocher.

La commune est desservie par les routes départementales D 233 et D 234 et est située à 8 km de la sortie no 31 de l'Autoroute française A16 reliant la région parisienne à la frontière belge.

#### Transports
La commune se trouve à 11 km de la gare de Boulogne-Ville, située sur les lignes de Longueau à Boulogne-Ville et de Boulogne-Ville à Calais-Maritime, desservie par des trains des réseaux TGV inOui, TERGV et TER Hauts-de-France.
La commune était située sur la ligne de chemin de fer Boulogne - Bonningues, une ancienne ligne de chemin de fer secondaire qui reliait Boulogne-sur-Mer à Bonningues-lès-Ardres dans le département du Pas de Calais entre 1900 et 1935.
La commune est desservie par les lignes 173 et 176 ainsi que par un service de transport à la demande du réseau urbain Marinéo.

### Risques naturels et technologiques

#### Risque inondation
À la suite du passage des tempêtes Ciarán, Domingos et Elisa et des inondations et coulées de boue qui se sont produites, la commune est reconnue, par arrêté du 14 novembre 2023, en état de catastrophe naturelle pour inondations et coulées de boue sur la période du 2 au 12 novembre 2023, comme 179 autres communes du département.

## Toponymie
Le nom de la localité est attesté sous les formes Comitis villa en 1121, Contevilla en 1161, Conteville en 1285, Conteville en 1801, Conteville-lez-Boulogne et Conteville-lès-Boulogne depuis 1903.
Le nom vient du bas-latin comitis villa, qui signifie « domaine du comte » auquel a été ajouté -lès-Boulogne où lès signifie « près de », montrant la proximité de la commune par rapport à Boulogne-sur-Mer. En français, la préposition « lès » signifie « près de ». D'usage vieilli, elle n'est guère plus rencontrée que dans les toponymes, plus particulièrement ceux de localités.

## Histoire
A été remarquée la présence sur la commune d'au moins une motte pouvant être un tumulus, abritant donc une sépulture ancienne.
Le lignage de Bournonville possédait le fief de Conteville. On trouve parmi les seigneurs de Conteville Aleaume de Bournonville (1360-1415) et son neveu Antoine de Bournonville (vers 1403-1480), également seigneurs de Bournonville et de Lianne (dans l'actuelle commune de Beaurainville).

## Politique et administration

### Découpage territorial
La commune se trouve dans l'arrondissement de Boulogne-sur-Mer du département du Pas-de-Calais, depuis 1801.

#### Commune et intercommunalités
La commune est membre de la communauté d'agglomération du Boulonnais.

#### Circonscriptions administratives
La commune est rattachée au canton de Boulogne-sur-Mer-1.

#### Circonscriptions électorales
Pour l'élection des députés, la commune fait partie de la cinquième circonscription du Pas-de-Calais.

### Élections municipales et communautaires

#### Liste des maires
Maire en 1868-1869 : Mr. Routtier.
| Période                                  | Période                      | Identité                                   | Étiquette | Qualité                                              |
| ---------------------------------------- | ---------------------------- | ------------------------------------------ | --------- | ---------------------------------------------------- |
| Les données manquantes sont à compléter. |                              |                                            |           |                                                      |
| 1983                                     | 2014                         | Roger Taubrégeas                           |           |                                                      |
| 2014                                     | En cours (au 6 février 2022) | Jean-Renaud Taubrégeas (fils du précédent) |           | Professeur de sport, Réélu pour le mandat 2020-2026, |

## Équipements et services publics

### Justice, sécurité, secours et défense
La commune dépend du tribunal judiciaire de Boulogne-sur-Mer, du conseil de prud'hommes de Boulogne-sur-Mer, de la cour d'appel de Douai, du tribunal de commerce de Boulogne-sur-Mer, du tribunal administratif de Lille, de la cour administrative d'appel de Douai, de la cour administrative d'appel de Douai et du tribunal pour enfants de Boulogne-sur-Mer.

## Population et société

### Démographie
Les habitants sont appelés les Contevillois.

#### Évolution démographique
L'évolution du nombre d'habitants est connue à travers les recensements de la population effectués dans la commune depuis 1793. Pour les communes de moins de 10 000 habitants, une enquête de recensement portant sur toute la population est réalisée tous les cinq ans, les populations de référence des années intermédiaires étant quant à elles estimées par interpolation ou extrapolation. Pour la commune, le premier recensement exhaustif entrant dans le cadre du nouveau dispositif a été réalisé en 2005.

En 2022, la commune comptait 531 habitants, en évolution de +14,19 % par rapport à 2016 (Pas-de-Calais : −0,72 %, France hors Mayotte : +2,11 %).
| 1793 | 1800 | 1806 | 1821 | 1831 | 1836 | 1841 | 1846 | 1851 |
| ---- | ---- | ---- | ---- | ---- | ---- | ---- | ---- | ---- |
| 298  | 327  | 382  | 276  | 282  | 307  | 270  | 237  | 226  |

| 1856 | 1861 | 1866 | 1872 | 1876 | 1881 | 1886 | 1891 | 1896 |
| ---- | ---- | ---- | ---- | ---- | ---- | ---- | ---- | ---- |
| 210  | 254  | 276  | 259  | 244  | 254  | 230  | 216  | 219  |

| 1901 | 1906 | 1911 | 1921 | 1926 | 1931 | 1936 | 1946 | 1954 |
| ---- | ---- | ---- | ---- | ---- | ---- | ---- | ---- | ---- |
| 212  | 252  | 224  | 253  | 256  | 241  | 233  | 247  | 243  |

| 1962 | 1968 | 1975 | 1982 | 1990 | 1999 | 2005 | 2006 | 2010 |
| ---- | ---- | ---- | ---- | ---- | ---- | ---- | ---- | ---- |
| 240  | 223  | 206  | 257  | 437  | 441  | 445  | 438  | 468  |

| 2015 | 2020 | 2022 | - | - | - | - | - | - |
| ---- | ---- | ---- | - | - | - | - | - | - |
| 476  | 518  | 531  | - | - | - | - | - | - |

#### Pyramide des âges
En 2018, le taux de personnes d'un âge inférieur à 30 ans s'élève à 29,0 %, soit en dessous de la moyenne départementale (36,7 %). À l'inverse, le taux de personnes d'âge supérieur à 60 ans est de 27,3 % la même année, alors qu'il est de 24,9 % au niveau départemental.
En 2018, la commune comptait 256 hommes pour 235 femmes, soit un taux de 52,14 % d'hommes, largement supérieur au taux départemental (48,5 %).
Les pyramides des âges de la commune et du département s'établissent comme suit.
| Hommes | Classe d’âge | Femmes |
| ------ | ------------ | ------ |
| 0,7    | 90 ou +      | 2,4    |
| 3,8    | 75-89 ans    | 5,7    |
| 21,5   | 60-74 ans    | 20,5   |
| 24,3   | 45-59 ans    | 26,0   |
| 18,2   | 30-44 ans    | 18,9   |
| 11,5   | 15-29 ans    | 10,7   |
| 19,9   | 0-14 ans     | 15,7   |

| Hommes | Classe d’âge | Femmes |
| ------ | ------------ | ------ |
| 0,5    | 90 ou +      | 1,6    |
| 5,6    | 75-89 ans    | 8,9    |
| 16,7   | 60-74 ans    | 18,1   |
| 20,2   | 45-59 ans    | 19,2   |
| 18,9   | 30-44 ans    | 18,1   |
| 18,2   | 15-29 ans    | 16,2   |
| 19,9   | 0-14 ans     | 17,9   |

## Culture locale et patrimoine

### Lieux et monuments
- L'église Sainte-Marie-Madeleine.

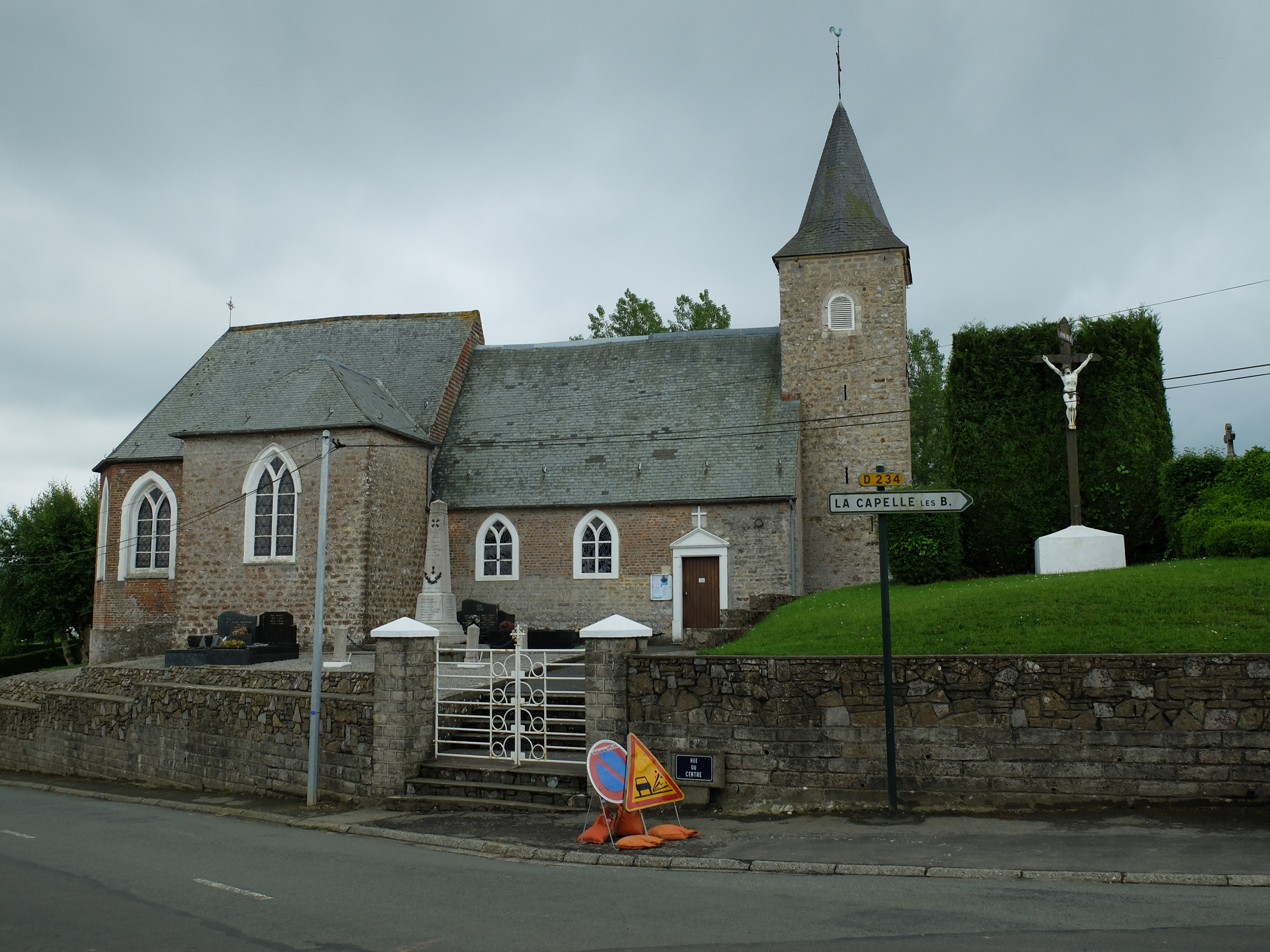
L'église, le monument aux morts et un calvaire.
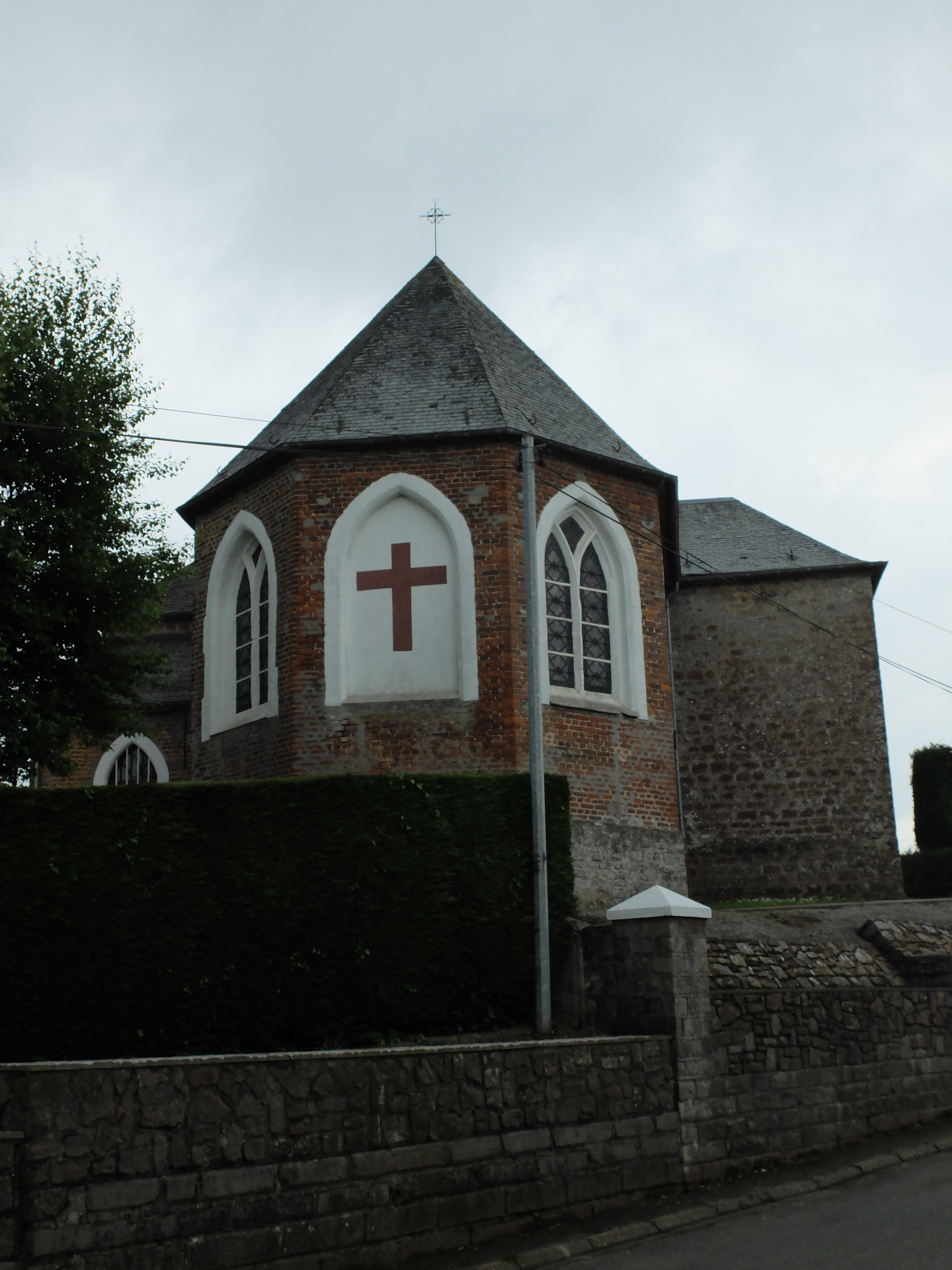
Le chevet de l'église.
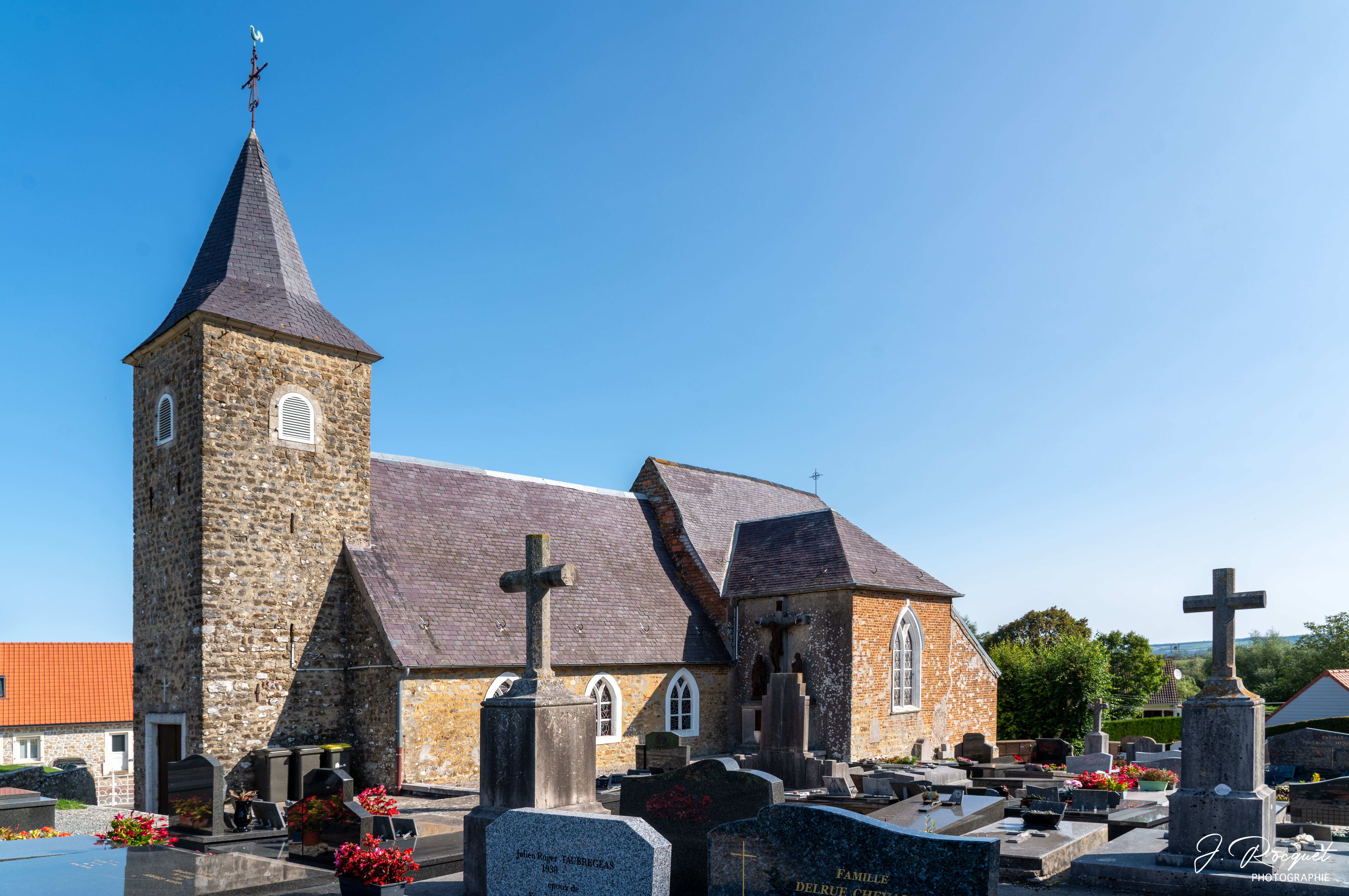
L'église vue du cimetière.

- Le monument aux morts[45].
- L'arbre de la Paix.

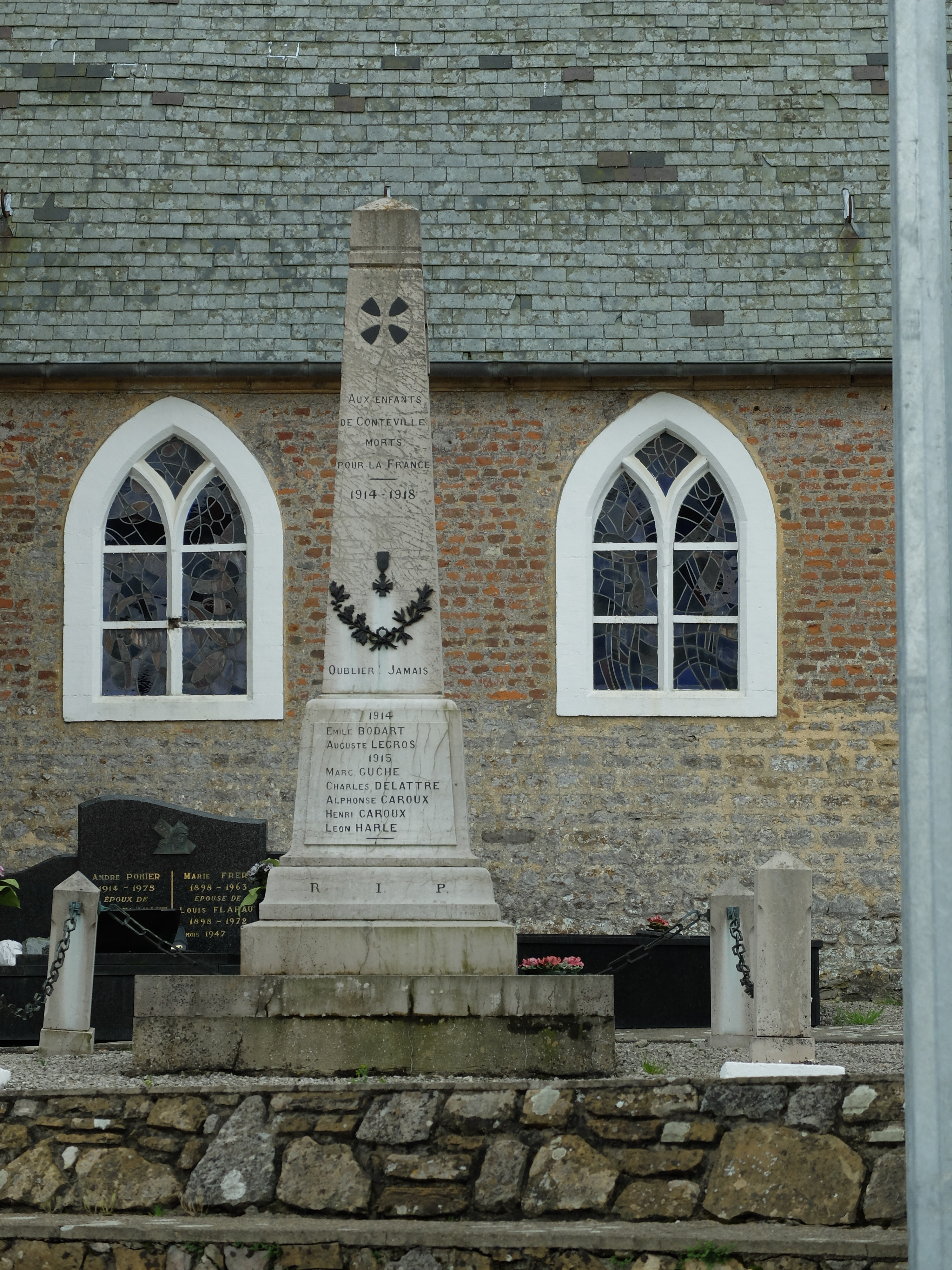
Le monument aux morts.
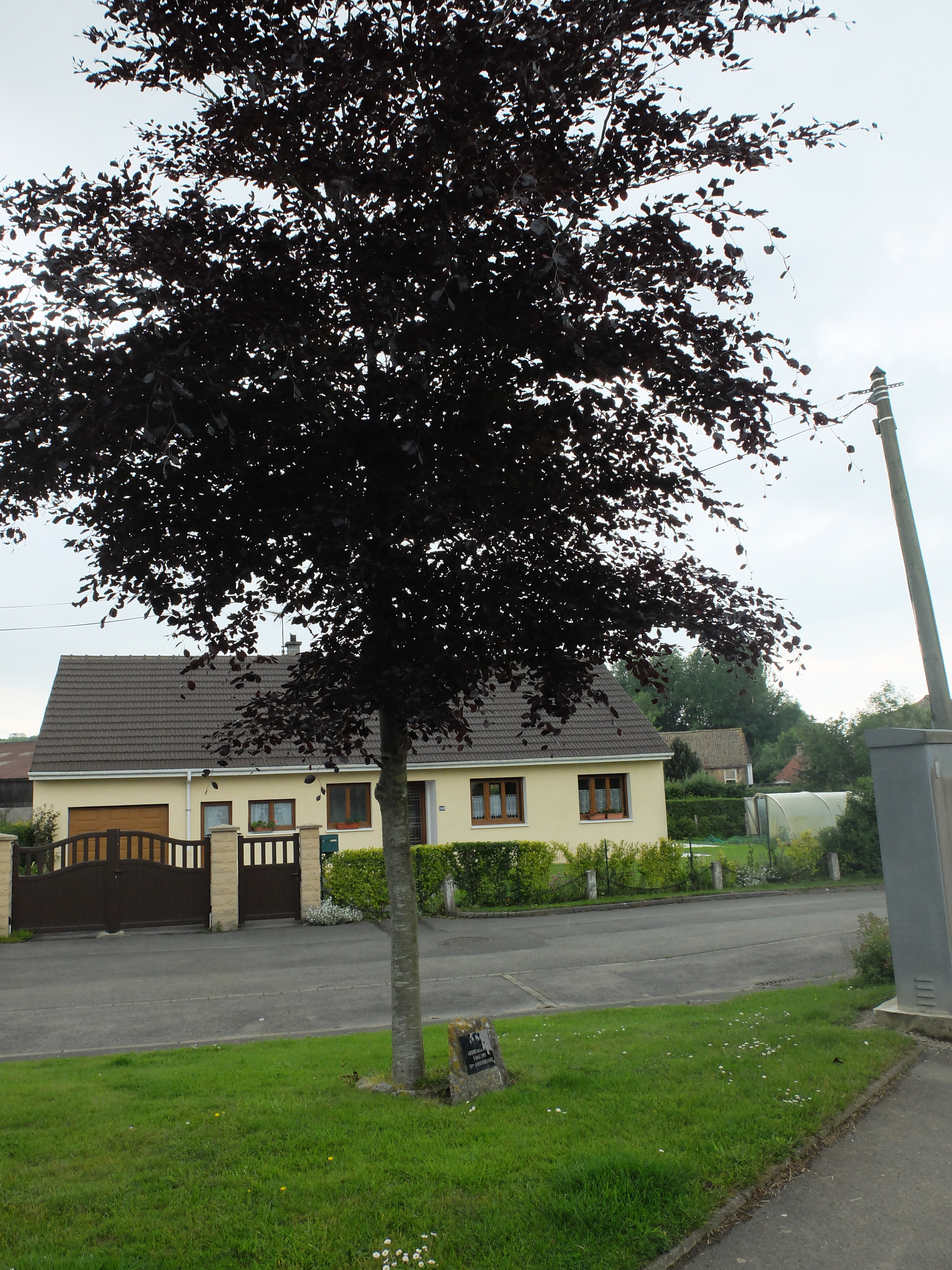
L'arbre de la Paix.

### Personnalités liées à la commune
- Aleaume de Bournonville (1360-1415), seigneur de Conteville, mort à Azincourt ;
- Antoine de Bournonville (vers 1403-1480), seigneur de Conteville, neveu du précédent, qui a très probablement capturé Jeanne d'Arc.

### Héraldique
| Blason de Conteville-lès-Boulogne | Blason  | De sable au lion d'argent ; au chef d'or chargé de trois tourteaux de gueules. |
| Blason de Conteville-lès-Boulogne | Détails | Le lion est emprunté à celui de la famille de Bournonville, qui possédait le fief de Conteville, mais le lion y a perdu sa queue fourchue au profit d'une queue ordinaire. Le chef d'or à trois tourteaux de gueules évoque les armes des comtes de Boulogne ; Conteville (Comitis villa) tirant son nom de ces comtes. Adopté par la municipalité. |

## Pour approfondir